# Alina Reyes
Pour les articles homonymes, voir Reyes et Nardone.
Alina Reyes, née Aline Nardone le 9 février 1956 à Bruges (Gironde), est une écrivaine française.

## Biographie
Aline  Patricia Nardone (Alina Reyes est un pseudonyme tiré de la nouvelle Les Armes secrètes de Julio Cortazar) naît en 1956 dans une famille populaire, bohème et communiste. Son père, plâtrier de métier, est aussi musicien et chanteur amateur ; sa mère est femme au foyer. Elle est l'aînée d'une fratrie de cinq enfants. Elle passe son enfance et son adolescence à Soulac-sur-Mer, lit beaucoup et chante dans des chœurs.
Au lycée de Royan, elle étudie le latin et le grec, mais quitte l'établissement sans le baccalauréat. Elle vit alors de petits boulots comme serveuse ou femme de ménage. Après la naissance de deux fils, en 1976 et 1980, elle reprend des études à Bordeaux en 1983, obtient en 1985 un diplôme universitaire de technologie en communication option journalisme et en 1989 un diplôme d'études approfondies en lettres modernes. Elle gagne ensuite sa vie en étant tour à tour journaliste, professeure remplaçante ou en travaillant dans la communication.
L'écrivaine se fait d'abord remarquer en participant à un concours de littérature érotique, ouvert aux écrivains débutants, organisé par l'association culturelle bordelaise Art-Phare. Elle fait l'unanimité auprès des jurés qui lui décernent le prix Pierre Louÿs de littérature érotique. Dans un premier temps, le roman est édité par l'association Art-Phare sous forme de livre audio, lu par l'auteure elle-même, puis en 1988, il est édité sous le titre Le Boucher par les Éditions du Seuil. Il connaît des traductions dans vingt-cinq langues.
Sa « Grange », une bergerie isolée des Hautes-Pyrénées, devenue sa maison en 1989, occupe une place essentielle dans sa vie et son œuvre. En 1990, après une année à Montréal (Canada?), elle accomplit un voyage en voiture à travers les États-Unis raconté dans Quand tu aimes, il faut partir. Alina Reyes continue d'employer un matériau biographique dans Moha m'aime, œuvre évoquant un automne passé dans le Sud marocain avec ses deux derniers fils, nés en 1994 et 1996.
En 2001, alors mère de quatre enfants, elle déclare : « Mes bébés m'ont sauvé la vie autant que la littérature. »
En 2010, elle reprend l'étude du grec et s'initie à l'hébreu pour proposer ses propres traductions de l'Ancien Testament et des Évangiles, qu'elle insère dans Voyage. En 2012, elle apprend à lire l'arabe afin de compléter l'œuvre par ses lectures du Coran.
En 2017, elle est admise au CAPES de lettres modernes et nommée professeure de français en lycée.
En 2018, elle obtient un doctorat de littérature comparée à l'UCP avec une thèse intitulée « Écrire. Tracer pour habiter le monde, de la Préhistoire à nos jours ».

## Œuvres
Depuis son premier roman, Le Boucher (1988), traduit dans 25 pays, Alina Reyes construit une œuvre littéraire marquée par le questionnement du corps revendiqué comme acte politique. Elle est aujourd'hui considérée comme l'un des plus importants auteurs contemporains de littérature érotique. À travers ses ouvrages, elle s’attache à réenchanter la sexualité, et à questionner le corps,. On retrouve ces mêmes thèmes  et l'aspiration des êtres à une libération, dans ses recueils d’articles, ou dans son livre Nus devant les fantômes, sur Franz Kafka et Milena Jesenská.
Son roman pamphlétaire Poupée, anale nationale (Zulma, 1998), décrivant l’abjection d’un esprit fascisant par une scatologie grand-guignolesque, provoque lors de sa publication de vives réactions, et fait encore l’objet de plusieurs adaptations théâtrales. Anne Crignon écrit dans Le Nouvel Observateur : « Le roman d'Alina Reyes n'est pas agréable à lire. Trop rude, agressif, « dégueu » effectivement. Mais il est intéressant en ce qu'il frappe l'esprit et force la réflexion mieux que les molles tirades et les poncifs sur « la-montée-de-l'extrême-droite ». Ce livre qui n'entre pas dans les conventions morales de notre époque est, dans son extrême violence et sa puissance abjecte, un reflet autrement plus alarmant de la menace qui pèse aujourd'hui sur l'Europe. »
Dans Forêt profonde (éditions du Rocher, 2007), elle décrit longuement l’agonie du monde contemporain, et sa possible renaissance.  
Parallèlement, elle tient de nombreuses chroniques, régulières ou ponctuelles, dans différents journaux et magazines, notamment : Le Devoir (Montréal), Globe, Libération Magazine, Edelweiss (Genève), Psychologies Magazine, La Vie, Le Pèlerin, et divers autres journaux, en France et occasionnellement en Italie ou en Grande-Bretagne[réf. nécessaire]. Elle publie aussi des tribunes dans Le Monde et Libération[réf. nécessaire], sur des sujets politiques et de société - elle a notamment pris position contre l'interdiction du voile islamique à l'école, contre l'instrumentalisation des religions, pour le retour à une vie dépouillée via le récit d'un temps de carême en montagne[réf. nécessaire]. Elle collabore à des revues : L'Infini, Le Passant ordinaire, Autrement, etc. À l'appel de Sarane Alexandrian, qui la considère comme une auteure surréaliste, elle collabore aussi à sa revue Supérieur Inconnu. Sarane Alexandrian sera plus tard évoqué[précision nécessaire] dans son livre Voyage.
Elle est également amenée à faire des lectures de ses œuvres : à l'Université de Boulder, Colorado ; à Toronto ; dans de nombreux théâtres belges lors du festival Saint-Amour ; au théâtre Molière-Maison de la Poésie à Paris, où elle lit notamment La Prose du Transsibérien de Blaise Cendrars ; avec Inventaire/Invention à la Cité de la Villette pour son long poème Autopsie.
Elle donne aussi diverses conférences, dont l'une, en 2000, dans le cadre de l'Université de tous les Savoirs, intitulée : 2001, l'Odyssée d'Éros - entre monts et merveilles, répression et régression, est publiée aux éditions Odile Jacob en 2001 dans le recueil Qu'est-ce que la culture ?.
Plusieurs livres et textes d'Alina Reyes ont été portés sur la scène théâtrale. La pièce Le Boucher, mise en scène par Philippe Ferran, est jouée au Bataclan en 1989 avec les acteurs Rufus et Évelyne Dress. La pièce a également été montée par Alexandra Tobelaim (compagnie Tandaim), et jouée par Flore Grimaud et Christophe Perruchi dans différents théâtres, dont la Cartoucherie de Vincennes.
Derrière la Porte a été adapté par le Zinc Théâtre dans une mise en scène de Gilbert Rouvière sous le titre Le conte de moi-même. La pièce a connu 1600 petites représentations sur l'espace de vingt soirées dans trente-six cellules de moines situées au-dessus du théâtre des Franciscains à Béziers.
Poupée, anale nationale a aussi fait l'objet de plusieurs adaptations théâtrales - notamment par la compagnie Escabelle, avec les comédiens Heidi Brouzeng et Denis Jarosinski, qui a tourné dans différents théâtres et représenté la pièce lors du festival Off d'Avignon en 2009.
Depuis son premier site Internet en 2004, elle a tenu divers blogs, tout à la fois carnets d'écriture et tribunes.
La poésie qu'a toujours visée sa prose s'exprime de plus en plus souvent directement sous forme de poèmes dans ses œuvres (surtout Voyage) et dans son travail en ligne.

## Religion
Ses ouvrages La Jeune Fille et la Vierge (sur Lourdes) et Lumière dans le temps, la rapprochent dans un premier temps de l'Église catholique, alors qu'elle travaille à une construction spirituelle nouvelle,,. En décembre 2011, elle ouvre son site d'édition de livres numériques, où sont repris ses livres précédemment publiés sur papier, et publié un premier inédit : Voyage, sous-titré Manifeste du nouveau monde. Au bout de ce long voyage où se conjuguent romans, poésie et méditation spirituelle, est proposée la base d'une règle pour un Ordre d'inspiration monastique, détaché des institutions mais apte à travailler avec tous les hommes et les femmes de bonne volonté.
En juin 2012, elle publie elle-même, « pour des questions de liberté de parole », une version papier de Voyage, le livre ayant été réécrit pour affiner son but, qui est de libérer l'homme du carcan des religions tout en lui redonnant accès aux religions sur un mode souple et vivant. Le dimanche 30 septembre 2012, elle déclare dans son journal en ligne son « passage » à l'islam.
En 2019, elle poursuit son avancée spirituelle en se mettant à la pratique et à l'étude du yoga.

## Œuvres

### Publications
- Le Boucher, éditions du Seuil, coll. « Fiction & Cie », Paris, 1988, 89 p.  (ISBN 2-02-026205-3) (BNF 34946641).
- Lucie au long cours, éditions du Seuil, Paris, 1990, 124 p.  (ISBN 2-02-010649-3) (BNF 35087186)
- Au corset qui tue, éditions Gallimard, coll. « L'Infini », Paris, 1992, 84 p.  (ISBN 2-07-072694-0) (BNF 35512823)
- Quand tu aimes, il faut partir : roman, éditions Gallimard, coll. « L'Infini », Paris, 1993, 94 p.  (ISBN 2-07-073418-8) (BNF 35584308)
- Derrière la porte : une aventure dont vous êtes le héros/une aventure dont vous êtes l'héroïne, éditions Robert Laffont, Paris, 1994 213-222 p.  (ISBN 2-266-06722-2) (BNF 35707197)[15]
- La Nuit, Paris, Joëlle Losfeld, 1994  (ISBN 2-84412-030-X)
- Le Chien qui voulait me manger, éditions Gallimard, Paris, 1996, 176 p.  (ISBN 2-07-073738-1) (BNF 35821373)[16]
- Il n’y a plus que la Patagonie, éditions Julliard, Paris, 1997, 127 p.  (ISBN 2-260-01463-1) (BNF 36175117)
- Poupée, anale nationale, éditions Zulma, Cadeilhan, 1998, 85 p.  (ISBN 2-84304-038-8) (BNF 36973922)
- Lilith, éditions Robert Laffont, Paris, 1999, 281 p.  (ISBN 2-221-08708-9) (BNF 37117985)
- Corps de femme, éditions Zulma, coll. « Grain d'orage », Cadeilhan, 1999, 124 p.  (ISBN 2-84304-061-2) (BNF 36973071)
- Moha m’aime, éditions Gallimard, Paris, 1999, 117 p.  (ISBN 2-07-041505-8) (BNF 37004434)
- Autopsie, éditions Inventaire-Invention, Paris, 2000, 53 p.  (ISBN 2-914412-03-7) (BNF 37211849)
- L’Exclue, éditions Mille et une nuits, coll. « La petite collection » no 273, Paris, 2000, 55 p.  (ISBN 2-84205-466-0) (BNF 37109533)
- Nus devant les fantômes : Franz Kafka et Milena Jesenská, Éditions 1, Paris, 2000, 192 p.  (ISBN 2-86391-983-0) (BNF 37107937)
- Ma vie douce : journal, 1979-2001, éditions Zulma, Cadeilhan, 2001, 400 p.  (ISBN 2-84304-145-7) (BNF 37693845)
- Nus devant les fantômes, Paris, J’ai lu, 2002  (ISBN 2-290-31839-6) ()
- Une nuit avec Marilyn, éditions Zulma, coll. « Vierge folle » et « Hors barrière », Cadeilhan, 2002, 45 p.  (ISBN 2-84304-223-2) (BNF 38867070)
- Satisfaction : roman, éditions Robert Laffont, Paris, 2002, 188 p.  (ISBN 2-221-09549-9) (BNF 38883706)
- Politique de l’amour, éditions Zulma, Cadeilhan, 2002, 120 p.  (ISBN 2-84304-218-6) (BNF 38859545)
- Alina Reyes et Stéphane Zagdanski, La Vérité nue, éditions Pauvert, Paris, 2002, 323 p.  (ISBN 2-720-21457-4) (BNF 38913201)
- Tu me tues, Paris, Zulma, 2004  (ISBN 2-84304-279-8)
- La Chasse amoureuse, éditions Robert Laffont, Paris, 2004, 263 p.  (ISBN 2-221-10042-5) (BNF 39183926)
- Sept Nuits : roman, éditions Robert Laffont, Paris, 2005, 74 p.  (ISBN 2-221-10338-6) (BNF 39944311)
- Le Carnet de Rrose, éditions Robert Laffont, Paris, 2006, 68 p.  (ISBN 978-2-221-10699-0) (BNF 40164522)
- Forêt profonde, éditions du Rocher, Monaco et Paris, 2007, 376 p.  (ISBN 978-2-268-06281-5) (BNF 41093081)
- Notre femme, éditions de l'Atelier in 8, coll. « La porte à côté » no 30, Serres-Morlaàs, 2007, 24 p.  (ISBN 978-2-916159-31-7) (BNF 41106041)
- La Jeune Fille et la Vierge (sur Bernadette Soubirous et ses apparitions, à Lourdes), éditions Bayard, coll. « Qui donc est Dieu ? », Paris, 2008, 169 p.  (ISBN 978-2-227-47645-5) (BNF 41227453)[12]
- La Dameuse, éditions Zulma, Paris, 2008, 52 p.  (ISBN 978-2-84304-449-6) (BNF 41307116)
- Lumière dans le temps, éditions Bayard, Montrouge, 2008, 185 p.  (ISBN 978-2-227-47839-8) (BNF 41409589)
- Psaumes du temps présent : 70 prières pour son retour, Presses de la Renaissance, Paris, 2009, 83 p.  (ISBN 978-2-7509-0472-2) (BNF 41424622)
- Souviens-toi de vivre, Presses de la Renaissance, Paris, 2010, 158 p.  (ISBN 978-2-7509-0557-6)
- Charité de la chair, Presses de la Renaissance, Paris, 2011
- Voyage (livre numérique) AlinaReyes.net, décembre 2011  (ISBN 979-10-91113-00-7 et 979-10-91113-14-4)
- Voyage (livre papier), juin 2013  (ISBN 979-10-91113-14-4)
- La Grande Illusion : Figures de la fascisation en cours, mars 2015, Kindle Amazon (ASIN B00U9WZN1A)
- Sur la marelle du monde, alinareyes.net, 2018

### Filmographie
- Métamorphoses, court métrage, série « L'Érotisme vu par... », Canal+, 2001

### Livre audio
- Le Boucher, lu par Marie-Christine Barrault, éditions des femmes, coll. « Bibliothèque des voix », 1989